# صالح لطفي
صالح لطفي صالح بعير، وُلد في(1962-) في أم الفحم، مدير مركز الدراسات المعاصرة في أم الفحم. له كتابات فكرية وسياسية بالعديد من الصحف المحلية، قام بكتابة سلسلة في صحيفة «صوت الحق» الفلسطينية، وأسس أجهزة رسمية في الكثير من مجلات الفكر السياسي والأدبي أبرزها «عصر الفكر» والتي تتحدث عن النكبة. وهو أحد أهم الباحثين في فلسطين؛ حيث ذهب إلى بعض البلاد العربية ليكمل مباحثاته ودراساته العلمية مثل: مصر، الأردن، المغرب وغيرها.